# Miguel Facchiano
Miguel Facchiano, nacido el 17 septembre 1984 en Arroyo Seco, Argentina, es un cantautor y comediante argentino.

## Biografía
Cantante, autor, compositor y productor musical, Miguel Facchiano se formó desde muy joven en las artes de la guitarra, el canto y el humor. Ha trabajado en radio y televisión. Además de participar en representaciones teatrales en Argentina y Francia, estudió en las escuelas y estudios de música más reconocidos del país. : Escuela Valeria Lynch / Centro Cultural Guillermo Furlong / [[{{{2}}}]] .
En 2007 crea Los Moraos, un espectáculo de rumba flamenca, adaptando temas de Andrés Calamaro, Joaquín Sabina, Joan Manuel Serrat entre otros.
De 2010 a 2012, trabajó como cantautor y compositor para artistas de la discográfica BMG .
En 2013 participa en el espectáculo teatral Extinguidas en la Ciudad de las artes de Buenos Aires bajo la dirección de José María Muscari. 
Entre 2012 y 2015 se mudó a Brasil y formó el grupo de música latina Os Sudakas con Gustavo Seco y Lucas Rodríguez. El grupo realiza más de trescientos espectáculos en este país y una gira europea en 2016 . Sus actuaciones se destacan en Barcelona, Castell de Fels, Cambril y Sitges .
En 2015 se traslada a Francia, a París y crea el espectáculo experimental Dans le noir, con Sebastian Galeota. El espectáculo está diseñado para un público reducido y completamente a oscuras. Aparece en el estudio City 27.
En 2016, fue invitado a la UNESCO en París como parte de los cien años de Samba . Por su labor de difusión de la música latinoamericana con su grupo Os Sudakas.
2017 firma su primer contrato discográfico para iniciar su carrera como solista con el sello CD Baby -Sony Music - Epic Records . Ese mismo año, se lanzó su álbum debut Triptico .
Y en 2018 pone en escena Almodóvar, las canciones de sus películas, recopilando la banda sonora de las películas del director Pedro Almodóvar . Este mismo espectáculo se presentó en Las Fiestas de Blanca Li. Dirigido por la coreógrafa y actriz española Blanca Li .
Y en 2019 su segundo álbum A Poil . Producida por Alejandro Tomsic. Destacan canciones como Ahora, Filosofia Milenaria y El Humahuaqueño  .
En 2022, formó parte del elenco de la película Notre Dame Brûle . Del director ganador del Oscar Jean-Jacques Annaud
A fin de éste en la serie Emily in Paris del creador Darren Star y producida por Netflix.
2023 lanza su nuevo sencillo "Dueño de Mi ". Una adaptación al español de una canción brasileña de la cantante  IZA Version producida por el artista. 

## Discografía
- 2017 : Tríptico
- 2019 : à Poil (Desnudo)
- 2023 : Dueño de Mi

## Filmografía
- 2016 : Saudade de Yacine Nekrouf
- 2018 : Magnolia de José Extremera
- 2022 : Notre-Dame arde por Jean-Jacques Annaud
- 2022 : Emily en París (temporada 3) creada por Darren Star y Netflix

## Radio
- 2017 : Programa radial Chamuyo Latino, Con la participación especial de Analía Ramos G.